# A1 Bulgaria
A1 Bulgaria EAD (dawniej Mobiltel) – bułgarskie przedsiębiorstwo telekomunikacyjne z siedzibą w Sofii. Stanowi część grupy A1 Telekom Austria.
Przedsiębiorstwo zostało założone w 1994 roku.